# Henryk Cebula
Henryk Cebula (ur. 21 października 1953 w Sieniawie) – satyryk, rysownik i karykaturzysta. 
Henryk Cebula jest absolwentem Państwowego Liceum Sztuk Plastycznych w Jarosławiu oraz Akademii Sztuk Pięknych w Krakowie. Dyplom na wydziale rzeźby uzyskał u prof. Jerzego Bandury w 1981 roku. 
Zajmuje się rysunkiem, rysunkiem satyrycznym, rzeźbą i medalierstwem.  Od 30 lat jest pedagogiem w Zespole Szkół Plastycznych w Jarosławiu. Zorganizował 98 wystaw indywidualnych, brał udział w ponad 800 wystawach zbiorowych w kraju i na świecie. Wystawiał w Azji, obu Amerykach, Australii oraz wszystkich krajach Europy. Zrealizował rzeźbę plenerową w brązie „Ławeczka Edwarda Kieferlinga” w Jarosławiu. W dziedzinie rysunku satyrycznego zadebiutował  w 1974 roku publikacją w rzeszowskim periodyku Prometej, jego rysunki drukowano także w Karuzeli, Szpilkach, Radarze, Profilach, Polityce, Wprost i innych. Prowadził stałe rubryki „Cebula przyprawia życie” i „Cebula z pogranicza” w regionalnej prasie podkarpackiej. Publikował teksty krytyczne do wydarzeń kulturalnych i artystycznych oraz felietony.
Jest  odznaczony Brązowym Krzyżem Zasługi oraz złotą odznaką Zasłużony Działacz Kultury. W 2000 roku uzyskał nagrodę Jarosław, a w roku 2002 Ratusz Przeworski. Stowarzyszenie Polskich Artystów Karykatury w Warszawie nagrodziło go dwukrotnie nagrodą Eryk oraz Srebrną Szpilką. Zdobył 113 nagród i wyróżnień w konkursach ogólnopolskich i międzynarodowych. W latach 1997–2001 pełnił funkcję wiceprezesa Stowarzyszenia Polskich Artystów Karykatury. Od 1998 roku prowadzi galerię satyry „Pirania” w Jarosławiu, gdzie zorganizował ponad 120 wystaw. Jest członkiem grupy artystycznej „Czwórka bez sternika”, którą założył. W 2001 roku ukazał się album "Henryk Cebula 25 lat rysowania". 